# Marcel Arland

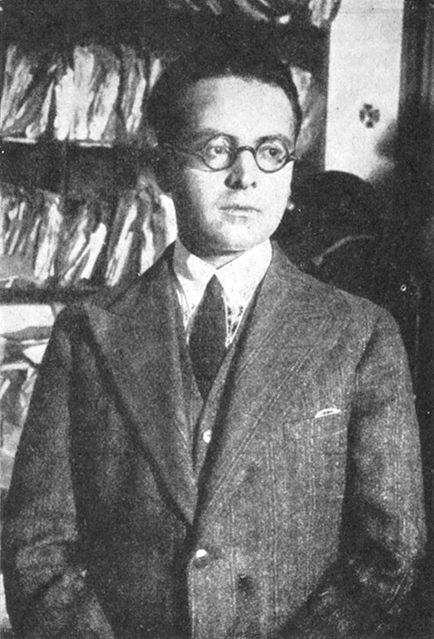
Marcel Arland omstreeks 1929

Marcel Arland (Varennes-sur-Amance, 5 juli 1899 - Saint-Sauveur-sur-École, 12 januari 1986) was een Frans journalist, auteur, essayist en literatuurcriticus. Met zijn roman L'Ordre won Arland de Prix Goncourt. Hij was directeur van het literaire tijdschrift Nouvelle Revue française en was lid van de Académie française.

## Leven en werk
Arland werd geboren in het kleine dorpje Varennes-sur Amance in het departement Haute-Marne. Op driejarige leeftijd verloor hij zijn vader. Zijn moeder bracht veel tijd door aan het graf van haar overleden man en spendeerde meer tijd aan zijn oudere broer. Hij voelde zich hierdoor in de steek gelaten en dikwijls zocht hij zijn heil in de natuur en het lezen van boeken. Hij voltooide het middelbaar onderwijs in Langres en ging daarna naar de Sorbonne waar hij het licentiaatsdiploma ès lettres behaalde. Vanaf 1924 ging hij aan de slag als onderwijzer in Jouy-en-Josas.
Tijdens zijn studies was hij in Parijs in contact gekomen met René Crevel en Roger Vitrac waarmee hij het dadaïstische tijdschrift Aventure oprichtte. Later volgde nog de oprichting van het tijdschrift Dés. In 1923 verscheen zijn eerste boek Terres étrangères dat goed werd ontvangen door critici als André Gide en Valery Larbaud. Hij kwam in contact met André Malraux die een vriend voor het leven zou blijven.
Vanaf 1924 begon Arland eveneens literaire kritieken te publiceren in het literair tijdschrift Nouvelle Revue française en bekritiseerde er onder meer het opkomende surrealisme. In 1929 won hij met zijn vormingsroman L'Ordre de Prix Goncourt, een van de belangrijkste Franse literatuurprijzen. Dit stelde hem in staat om zijn onderwijzersloopbaan stop te zetten en voltijds in dienst te treden van de Nouvelle Revue française, die onder leiding stond van Jean Paulhan.
Tijdens de Tweede Wereldoorlog, toen het tijdschrift onder leiding stond van Pierre Drieu la Rochelle en collaboreerde met Nazi-Duitsland, keerde hij zich tegen het tijdschrift. Na de bevrijding werd het tijdschrift verboden en het was pas in 1953 dat het werd heropgericht door Paulhan, die Arland aanstelde als zijn codirecteur. Na Paulhans dood in 1968 bleef Arland nog directeur van het tijdschrift tot in 1977.
Nadat Arland in 1952 reeds de Grand prix de littérature van de Académie française had gewonnen voor zijn gehele oeuvre, werd hij in 1968 verkozen tot lid van de academie.
Arland stierf op 86-jarige leeftijd aan een hartinfarct en werd in zijn geboortedorp Varennes-sur-Amance begraven. Na zijn dood kreeg de bibliotheek van Langres zijn naam.

## Terre-Natale
Zijn geboortedorp Varennes-sur-Amance ging in 1972 samen met de dorpen Chézeaux-sous-Varennes en Champigny-sous-Varennes op in de nieuwe fusiegemeente Terre-Natale. De naam van de fusiegemeente en het corresponderende kanton Terre-Natale werd gekozen naar de in 1938 door hem geschreven roman waarin Arland jeugdherinneringen uit zijn geboortestreek ophaalde. De fusiegemeente bleef bestaan tot in 2012 toen de dorpen hun zelfstandigheid herwonnen hadden. De naam van het kanton verdween pas in 2015.

## Publicaties (selectie)
- Terres étrangères (1923, verhaal)
- La route obscure (1924)
- Étienne (1924)
- Monique (1926)
- Les Âmes en peine (1927)
- Où le Coeur se partage (1929)
- L'Ordre (1929, roman) (Prix Goncourt)
- Edith (1929)
- Une époque (1930)
- Essais critiques (1931)
- Antarès (1932)
- Les Vivants (1934)
- La Vigie (1935)
- Les Plus Beaux de nos jours (1937)
- Terre natale (1938, herinneringen)
- La Grâce (1941)
- Sur une terre menacée (1941, essay)
- Anthologie de la poésie française – Choix et commentaires par Marcel Arland (1942, literatuurkritiek)
- Zélie dans le désert (1944, verhaal)
- Le promeneur (1944, essay)
- Il faut de tout pour faire un monde (1947)
- Sidobre (1949)
- La prose française – Anthologie, histoire et critique d'un art (1951, literatuurkritiek)
- Essais et nouveaux essais critiques (1952, essay)
- La Consolation du voyageur (1952, autobiografie)
- La grâce d'écrire (1955, literaire kritiek)
- A perdre haleine (1960, novelle)
- Je vous écris … (1960, essay)
- L'Eau et le feu (1960, novelle)
- Je vous écris … La nuit et les sources (1963, essay)
- Le Grand Pardon (1965)
- Carnets de Gilbert (1966)
- La musique des anges (1967)
- Attendez l'aube (1970)
- Proche du Silence (1973, essay)
- Avons-nous vécu ? (1977)
- Ce fut ainsi (1979, herinneringen)
- Lumière du soir (1983, herinneringen)